# Келли Старр
Келли Старр (англ. Kelly Starr, род. 19 июля 1977, Лос-Анджелес, Калифорния), настоящее имя англ. Latoya Knight — американская порноактриса, член Зала славы Urban X Award.

## Биография
Родилась 19 июля 1977 года в Лос-Анджелесе. Дебютировала в порноиндустрии в 2003 году. Снималась для таких студий, как Black Ice, Evasive Angles, Evil Angel, Heatwave, Red Light District Video, West Coast Productions и многих других. Первый кримпай — в 2008 году в фильме Cream Filled Phatties 2 (студия Black Ice, режиссёр Tony Flush).
В 2011 году включена в Зал славы Urban X Award.
Ушла из индустрии в 2014 году, снявшись в 117 фильмах.

## Награды
- 2011 — включена в Зал славы Urban X Award[8]

## Избранная фильмография
- My Black MILF Neighbor
- Nice Azz Tits 7
- Thong Team